# Arman Ratip
Arman Ratip (* 1942 in Lefkoşa) ist ein	türkisch-zypriotischer Jazzmusiker (Piano, Komposition).

## Leben und Wirken
Ratip wurde im Alter von fünf Jahren von seiner Mutter Jale Derviş (1914–2012), einer bekannten Musiklehrerin und Komponistin Zyperns, in die Musik eingeführt. Nach wenigen Jahren kam es zu ersten öffentlichen Auftritten; er begann auch, eigene Musik zu schreiben, wobei er häufig mit Jazz und türkischer Volksmusik improvisierte.
1960 machte er seinen Abschluss an der Nicosia English School. Danach setzte er seine Ausbildung in London fort. Er studierte von 1966 bis 1969 Journalismus an der London School of Journalism und machte dort seinen Abschluss. Er arbeitete zu verschiedenen Zeiten als Londoner Korrespondent für die Zeitungen Bozkurt, Halkın Sesi und Zaman. Weiterhin war er als Musiker tätig. Er gab Konzerte in England und veröffentlichte zwei Alben seiner Kompositionen bei EMI. 1970 nahm er zwei Alben auf (das zweite Album, The Spy from Istanbul, mit Mark Charig, Harry Miller und Keith Bailey); auch spielte er mit Maggie Nichols und Mongezi Feza.
1979 kehrte Ratip nach Nordzypern zurück. Dort gründete er die Zeitschrift Pan. Weiterhin hat er zwei Klavierkonzerte und über 60 weitere Kompositionen geschaffen. Auch sammelte er das musikalische Werk seiner Mutter und veröffentlichte es 1997 in seinem Buch  Jale Derviş Müsik Dünyamızda bir Değer.
Ratip ist vor allem für seine Avantgarde-Jazz- und New-Age-Musik bekannt.